# Austrosaginae
Sous-famille
Les Austrosaginae sont une sous-famille d'orthoptères de la famille de Tettigoniidae.

## Distribution
Les espèces de cette sous-famille se rencontrent en Océanie.

## Liste des genres
Selon Orthoptera Species File (28 mars 2010) :
- Austrosaga Rentz, 1993
- Hemisaga Saussure, 1888
- Pachysaga Brunner von Wattenwyl, 1893
- Psacadonotus Redtenbacher, 1891
- Sciarasaga Rentz, 1993

## Référence
- Rentz, 1993 : Tettigoniidae of Australia. Volume 2, The Austrosaginae, Zaprochilinae and Phasmodinae. CSIRO, East Melbourne, p. 1-386.